# Francis Latreille
Pour les articles homonymes, voir Latreille.
Francis Latreille, né le  8 janvier 1948 à Poilly-lez-Gien (Loiret), est un artiste et photographe français.

## Biographie
Francis Latreille couvre la guerre des Six Jours (1967). Il reste longtemps grand reporter à France-Soir qu'il quitte en 1995 pour sillonner, en compagnie de Jean-Louis Étienne, les terres australes et boréales.
Depuis 1998, ses œuvres ont été publiées dans des magazines tels que Life, Time, et Newsweek. Il a également eu deux expositions à Washington D.C., l'une en 2000, l'autre trois ans plus tard .
Francis Latreille participe aux explorations du mammouth en Sibérie.
Il expose ses photos au Musée de la marine, au palais de la Découverte et ses toiles dans des Galeries à Paris et dans les grandes villes dans le monde. Depuis 2004, il participe à l'expédition du voilier polaire « Tara » sur la côte-Est du Groenland et en Antarctique.

## Publications
- Mammouth
- Mission banquise
- Dolgans
- Les Derniers Nomades des glaces
- Le Grand Nord sibérien

## Prix et distinctions
- 1997, World Press Photo, Science & Technology, 2e prix, singles[3]
- Premier prix au festival international du scoop à Angers